# アイルランド語

2007年時点の各カウンティにおけるアイルランド語話者の割合

アイルランド語（アイルランドご、愛: Gaeilge [ˈɡeːlʲɟə]、英: Irish）は、インド・ヨーロッパ語族ケルト語派に属する言語である。現存するゲール語の一つであり、しばしばアイルランド・ゲール語やアイリッシュ・ゲール、あるいは愛蘭土語、愛蘭語、愛語とも呼ばれる。アイルランド共和国の第一公用語であり、2007年以降欧州連合の公用語の一つである。
現代のアイルランド人の多くは英語を母語とするが、アイルランド語と英語は、同じインド・ヨーロッパ語族（ヨーロッパから南アジア、北アジア、アフリカ、南アメリカ、北アメリカ、オセアニアにかけて話者地域が広がる語族）であり、言語学上、言語系統的には同じ語族に分類されるが、ケルト語派であるアイルランド語とゲルマン語派である英語とは、非常に大きな差があり意思の疎通はできない。

## 現況
アイルランド語は元来はアイルランド人の固有の言語であり、被支配民の下層階級が中心とはいえ、アイルランドの人口の大部分をアイルランド語話者が占めていた。しかし、イギリスによってアイルランド島全土のほとんどが植民地化されていた時代に英語にとって代わられ、話者の数が激減した。これにはジャガイモ飢饉の影響も大きい。19世紀のアイルランド民族運動の高揚の中で、ゲール語連盟および初代大統領ダグラス・ハイドらによる復興活動がおこなわれた。
今日ではこの言語を日常的に使う人の数は非常に少なく、アイルランド国内においても「ゲールタハト」(Gaeltacht) と呼ばれる一部の地域に限られるが、公共向けの掲示や交通標識の多くにはアイルランド語の併記が行われている。また政府の公職（首相や議会、政党、議員など）の名称をアイルランド語で表記し、国防軍においては号令にアイルランド語を使用するなど、民族主義的な観点からも使用が推奨されている。
アイルランド共和国では義務教育においてアイルランド語は必修となっており、ゲールタハトに英語禁止の修学旅行に行き、うっかり英語を使った生徒を一人で自宅に帰らすという厳しい措置をとった学校も存在したほどである。また、公務員試験などにおいてもアイルランド語の試験が必須とされるため、学習者は多いものの、ゲールタハトを除くほとんどの地域においては義務教育終了後、または就職後には忘れ去られ、使われなくなってしまうことが多い。
アイルランド政府は様々な保護策を採っており、ゲールタハトのネイティブなアイルランド語話者の家庭には、その土地に居住し続けることを条件に政府から補助金などが支給されている。しかし、すでに英語がアイルランドの優勢言語であり、英語に長けていない者は社会的に不利・不便な立場にあるという現実から、アイルランド語を母語とする親も子供の将来を考え、子供にはあえて英語で話しかける傾向にある。このような状況から、西部の一部の海岸地域に点在するゲールタハトを除いては、アイルランドの日常生活においてアイルランド語の会話はほとんど聞かれないのが実情である。またゲールタハトも人口過疎の僻地に偏っており、比較的話者が多いと思われる唯一の都市（シティ）は西部のゴールウェイのみである。
多くのアイルランド国民にとってアイルランド語は、ヨーロッパ世界の古典語であるラテン語の学習と同様に、非常に退屈なものである。英語化が進行していく過程においては辺境の言語・貧者の言語・劣等者の言語とまで貶められていたアイルランド語であるが、母語・日常語としては絶滅寸前となった近現代になってから国策的に保護される対象となると、状況は一変した。

## アイルランド語におけるアルファベット
本来のゲール語のアルファベットは、A、B、C、D、E、F、G、H、I、L、M、N、O、P、R、S、T、U の18文字であり、一般的にはこれに V を加えた19文字が日常的に使用される。

## 表記の例
アイルランド語ではアイルランド語のことをGaeilgeといい、ゲールグ、グェルゲと読む。

### 主な国名
括弧内に、大まかな読みを記す。尚、「An」は定冠詞である。
- アイルランド - Éire（エーラ）
- イングランド - Sasana（ササナ）
  - 「イギリス（連合王国）」は An Ríocht Aontaithe（アン・リーハト・エンティハ）
- アメリカ - Meiriceá（ミェリキャー）
  - 「アメリカ合衆国」は Na Stáit Aontaithe Mheiriceá（ナ・スターチ・エンティハ・ヴェリキャー）
- イタリア - An Iodáil（アン・イォドール）
- 中国 - An tSín（アン・チン）
- ドイツ - An Ghearmáin（アン・イェルマーン）
- 朝鮮 - An Cóiré（アン・ホレ）
- 日本 - An tSeapáin（アン・チャパーン）
- フランス - An Fhrainc（アン・ランク）

### アイルランドの主な地名
- コーク - Corcaigh（コールキー）
- ゴールウェイ - Gaillimh（ガリヴ）
- ダブリン - Baile Átha Cliath（バラー・クリーア）
  - 語源はDubh linn（ドゥヴ・リン、黒い水）
- ベルファスト - Béal Féirste（ベール・フェイルシュチ）
- リムリック - Luimnigh（ルィムニー）

## 音声
母音音素は/a/, /e/, /i/, /o/, /u/という五つの短母音とそれぞれに対応する長母音、加えて曖昧母音/ə/を持つ。基本的に強勢は第一音節に落ち、強勢を持たない短母音は曖昧母音に中和される。
子音音素は破裂音の/p/, /b/, /t/, /d/, /k/, /ɡ/、摩擦音の/f/, /s/, /h/、鼻音の/m/, /n/, /ŋ/、流音の/r/, /l/を持つ。これらに加え、後述する緩音現象により、摩擦音または接近音の/v～w/, /ɣ～j/, /x/が音素に加わる。また、無声声門摩擦音/h/以外の子音は、それぞれ口蓋化されたもの（狭子音：英: slender consonant）とそうでないもの（広子音：英: broad consonant）の二つに分かれるため、子音音素の数は比較的多い。これらの区別は、スラヴ語学において軟音・硬音と呼ばれるものに相当する。

## 文法
基本語順はVSO。例えば、
Chonaic mé é.　私は彼を見た。
という文は「見た・私は・彼を」という順で構成されている。
ケルト語派に共通する特徴として、特定の統語環境において語の頭音が変化する緩音現象を持つ。

### 緩音現象
ケルト語派に共通して見られる現象であるが、アイルランド語には軟音化（英: lenition, soft mutation）と暗音化（英: eclipse, dark mutation）の2種類が存在する。

#### 軟音化
軟音化を受けた子音は以下のように変化する。
元表記 > 変化後表記 /音/ の順に記す。ここに挙げた子音は非口蓋化音（広子音）で代表させた。
| p > ph /f/ | b > bh /v/あるいは/w/ | f > fh（無音）        |
| t > th /h/ | d > dh /ɣ/            | s > sh /h/            |
| c > ch /x/ | g > gh /ɣ/            | m > mh /v/あるいは/w/ |

おおむね、破裂音が摩擦音ないしは接近音に変化する。dとg、bとmはこの軟音化の結果、同じ音を表すことになる。
一例として、名詞の女性単数主格形に定冠詞anが付く場合にこの軟音化が起こる。
男性名詞　fear (a man) > an fear (the man)
女性名詞　bean (a woman) > an bhean (the woman)

#### 暗音化
暗音化を受けた子音は以下のように変化する。
元表記 > 変化後表記 /音/ の順に記す。ここに挙げた子音は非口蓋化音（広子音）で代表させた。
| p > bp /b/ | b > mb /m/ | f > bhf /w/あるいは/v/ |
| t > dt /d/ | d > nd /n/ |                        |
| c > gc /ɡ/ | g > ng /ŋ/ |                        |

おおむね、無声音が有声音に、有声音が鼻音に変化する。一例として、前置詞i（英: in）が用いられると続く名詞にこの暗音化が起こる。なお、大文字で書き始める固有名詞の場合、その前に添える暗音化を示す文字は小文字で書く。
Tóiceo (Tokyo) > i dTóiceo (in Tokyo)

### 名詞
アイルランド語の名詞は基本的に、男性名詞・女性名詞の二性、単数・複数の二数、主格・属格の二格を区別する。

#### 性
前述の通り、アイルランド語の名詞は男性名詞・女性名詞の二つに分けられる。大まかに言って、語末が非口蓋化音（広子音）で終わるものは男性名詞、口蓋化音（狭子音）で終わるものは女性名詞という傾向がある。
男性名詞：teach（家）、leabhar（本）など
女性名詞：cathair（街）、spéir（空）など
ただし、これには例外が数多く存在する。例えば、srón（鼻）は非口蓋化音で終わるが、女性名詞である。

#### 数
前述の通り、アイルランド語の名詞は単数・複数の二つを区別する。複数形の作り方は多種多様であり、基本的には一つ一つ記憶しなければならない。また、方言によって複数形が異なることもあるので注意が必要である。そのうちのいくつかを以下に挙げる。
- 語末の子音を口蓋化
bád > báid（船）
- 語末に-aを付加
clann > clanna（子供、家族）
- 語末に-annaを付加
am > amanna（時）
- 語末に-achaを付加
teanga > teangacha（舌、言語）

#### 格
前述の通り、アイルランド語の名詞は主格・属格の二つを区別する。ただし、一部の名詞はこれとは別に与格形を持つ。また多くの場合に他の格と同一の形態を取るものの、呼格も存在する。
主格は動詞の主語や直接目的語などに用いられ、属格は名詞同士の修飾関係を示すために用いられる。なお、与格は伝統的にそう呼ばれているが、単独で使用することはなく、特定の前置詞との組み合わせで用いる。
単数属格は大きく分けて、以下の5通りの作り方がある。
- 語末の子音を口蓋化
bád > báid（船）
この場合、多くは単数属格と複数主格が同じ形となる。
- （語末の子音が非口蓋化音なら口蓋化して）-eを付加
súil > súile（目）
fuinneog > fuinneoige（窓）
- （語末の子音を口蓋化音なら非口蓋化して）-aを付加
rud > ruda（もの）
dochtúir > dochtúra（医者）
- 不変化
teanga > teanga（舌、言語）
- 語末の子音を非口蓋化（または、非口蓋化音を付加）
athair > athar（父）
caora > caorach（羊）

実際にはこれらに様々なバリエーションが存在するため、複数形と並んで一つ一つ記憶しなければならない。
複数属格は基本的に複数主格をそのまま用いる。ただし、特別な複数属格形を用いる名詞もある。

### 冠詞
冠詞には定冠詞のみが存在する。つまり、定冠詞が付かない場合、その名詞は不定名詞ということになる。
|      | 男性                       | 女性                       | 複数                          |
| ---- | -------------------------- | -------------------------- | ----------------------------- |
| 主格 | an an t-（母音の前）       | an + 軟音化 an t-（sの前） | na na h-（母音の前）          |
| 属格 | an + 軟音化 an t-（sの前） | na na h-（母音の前）       | na + 暗音化 na n-（母音の前） |

### 動詞
動詞は時制と法によって活用する。活用のタイプには大きく分けて2種類あり、辞書形（二人称単数命令形）が1音節かそれ以上かで見分けることができる。
|          | タイプI      | タイプII       |
| -------- | ------------ | -------------- |
| 命令     | glac（取る） | codail（眠る） |
| 習慣現在 | glacann      | codlaíonn      |
| 習慣過去 | ghlacadh     | chodlaíodh     |
| 過去     | ghlac        | chodail        |
| 未来     | glacfaidh    | codlóidh       |
| 条件法   | ghlacfadh    | chodlódh       |
| 接続法   | go nglaca    | go gcodlaí     |

過去に関連する時制（過去、習慣過去および過去未来に相当する条件法）では、動詞の語頭に軟音化が起きる。母音で始まる動詞、および軟音化の結果頭子音を失う、f-で始まる動詞にはd'-を付すことでこれらの形態を作る。
ól（飲む）＞d'ól-
fan（待つ）＞d'fhan-

#### 人称形
主語の人称・数に一致した人称形も存在するが、それらは通常、人称代名詞との結合形であると解釈される。故に、人称形と主語人称代名詞を同時に用いることはできない。例えば、上のglac（取る）の習慣現在一人称単数形は
- glacaim

のようになるが、
＊glacaim mé
のように対応する人称代名詞を置くことはできない。
この人称形は動詞活用のパラダイムにおいて全てが揃っている訳ではなく、またその使用範囲も方言によって異なる。

#### 自立形
これらの他に、自立形（英: autonomous form）と呼ばれる形態が各時制・法に存在する。これは、主語が不特定多数であることを示す非人称形である。フランス語のon、ドイツ語のmanを用いた表現に類似した用法の他、ある種の受動文としての用法も持つ。
|          | タイプI      | タイプII       |
| -------- | ------------ | -------------- |
| 命令     | glac（取る） | codail（眠る） |
| 習慣現在 | glactar      | codlaítear     |
| 習慣過去 | ghlactaí     | chodlaítí      |
| 過去     | glacadh      | codlaíodh      |
| 未来     | glacfar      | codlófar       |
| 条件法   | ghlacfaí     | chodlófaí      |
| 接続法   | go nglactar  | go gcodlaítear |

過去に関連する形態のうち、過去形だけはこの自立形において語頭の軟音化が起きない。